# 사회당 (산마리노)
사회당은 산마리노의 정당이다. 2012년 5월 30일 산마리노 신사회당과 개혁사회당이 합당하여 창당되었다. 2012년 선거에서 7석을 얻어 3당의 지위를 얻었음에도 불구하고 국가의 중심적 정치세력으로 자리잡지 못하고, 2016년 선거에서 의석이 3석으로 줄어드는 참패를 겪었다.
또한 이 정당은 오셰티아와 친밀한 관계를 가지려 하는 것으로 알려져있다.